# Giải NBRMP cho phim ngoại ngữ hay nhất
Giải NBRMP cho phim ngoại ngữ hay nhất là một giải của NBRMP dành cho một phim không nói tiếng Anh, được bầu chọn là xuất sắc nhất. Giải này được lập từ năm 1934.
Ghi chú: Danh sách dưới đây không đầy đủ.

## Các phim đoạt giải

### Thập niên 1930
| Năm  | Phim                 | Nước | Đạo diễn |
| ---- | -------------------- | ---- | -------- |
| 1934 | Man of Aran          |      |          |
| 1936 | Carnival in Flanders |      |          |
| 1937 | The Eternal Mask     |      |          |
| 1938 | Grand                |      |          |
| 1939 | Port of Shadows      |      |          |

### Thập niên 1940
| Năm  | Phim             | Nước | Đạo diễn |
| ---- | ---------------- | ---- | -------- |
| 1940 | The Baker's Wife |      |          |
| 1941 | Pepe le Moko     |      |          |

### Thập niên 1950
| Năm  | Phim                                | Nước           | Đạo diễn       |
| ---- | ----------------------------------- | -------------- | -------------- |
| 1950 | The Titan                           |                |                |
| 1951 | Rashomon                            |                |                |
| 1952 | The Sound Barrier                   | Vương quốc Anh |                |
| 1953 | A Queen is Crowned                  | Vương quốc Anh |                |
| 1954 | Romeo and Juliet                    |                |                |
| 1955 | The Prisoner                        |                |                |
| 1956 | The Silent World                    |                |                |
| 1957 | The Word (Ordet)                    | Đan Mạch       |                |
| 1958 | Pather Panchali                     |                |                |
| 1959 | Wild Strawberries (Smultronstället) | Thụy Điển      | Ingmar Bergman |

### Thập niên 1960
| Năm  | Phim                                                | Nước      | Đạo diễn              |
| ---- | --------------------------------------------------- | --------- | --------------------- |
| 1960 | The World of Apu (Apur Sansar)                      | Ấn Độ     | Satyajit Ray          |
| 1961 | The Bridge (Die Brücke)                             | Tây Đức   | Bernhard Wicki        |
| 1962 | Sundays and Cybele (Les dimanches de Ville d'Avray) | Pháp      | Serge Bourguignon     |
| 1963 | 8½                                                  | Ý         | Federico Fellini      |
| 1964 | World Without Sun (Le monde sans soleil)            | Pháp      | Jacques-Yves Cousteau |
| 1965 | Juliet of the Spirits (Giulietta degli spiriti)     | Ý         | Federico Fellini      |
| 1966 | The Sleeping Car Murders (Compartiment tueurs)      | Pháp      | Costa-Gavras          |
| 1967 | Elvira Madigan                                      | Thụy Điển | Bo Widerberg          |
| 1968 | War and Peace (Voyna i mir)                         | Liên Xô   | Sergei Bondarchuk     |
| 1969 | Shame (Skammen)                                     | Thụy Điển | Ingmar Bergman        |

### Thập niên 1970
| Năm  | Phim                                                      | Nước      | Đạo diễn          |
| ---- | --------------------------------------------------------- | --------- | ----------------- |
| 1970 | The Wild Child (L'enfant sauvage)                         | Pháp      | François Truffaut |
| 1971 | Claire's Knee (Le genou de Claire)                        | Pháp      | Eric Rohmer       |
| 1972 | The Sorrow and the Pity (Le chagrin et la pitié)          | Pháp      | Marcel Ophüls     |
| 1973 | Cries and Whispers (Viskningar och rop)                   | Thụy Điển | Ingmar Bergman    |
| 1974 | I Remember (Amarcord)                                     | Ý         | Federico Fellini  |
| 1975 | The Story of Adele H. (L'histoire d'Adèle H.)             | Pháp      | François Truffaut |
| 1976 | The Marquise of O (Die Marquise von O...)                 | Tây Đức   | Eric Rohmer       |
| 1977 | That Obscure Object of Desire (Cet obscur objet du désir) | Pháp      | Luis Buñuel       |
| 1978 | Autumn Sonata (Höstsonaten)                               | Thụy Điển | Ingmar Bergman    |
| 1979 | Birds of a Feather (La cage aux folles)                   | Pháp      | Edouard Molinaro  |

### Thập niên 1980
| Năm  | Phim                                                | Nước        | Đạo diễn           |
| ---- | --------------------------------------------------- | ----------- | ------------------ |
| 1980 | The Tin Drum (Die Blechtrommel)                     | Tây Đức     | Volker Schlöndorff |
| 1981 | Oblomov (Neskolko dney iz zhizni I.I. Oblomova)     | Liên Xô     | Nikita Mikhalkov   |
| 1982 | Mephisto                                            | Tây Đức     | István Szabó       |
| 1983 | Fanny and Alexander (Fanny och Alexander)           | Thụy Điển   | Ingmar Bergman     |
| 1984 | A Sunday in the Country (Un dimanche à la campagne) | Pháp        | Bertrand Tavernier |
| 1985 | Ran                                                 | Nhật Bản    | Akira Kurosawa     |
| 1986 | Otello                                              | Ý           | Franco Zeffirelli  |
| 1987 | Jean de Florette                                    | Pháp        | Claude Berri       |
| 1987 | Manon of the Spring (Manon des sources)             | Ý           | Claude Berri       |
| 1988 | Women on the Verge of a Nervous Breakdown           | Tây Ban Nha | Pedro Almodóvar    |
| 1989 | Story of Women (Une affaire de femmes)              | Pháp        | Claude Chabrol     |

### Thập niên 1990
| Năm  | Phim                                          | Nước                 | Đạo diễn            |
| ---- | --------------------------------------------- | -------------------- | ------------------- |
| 1990 | Cyrano de Bergerac                            | Pháp                 | Jean-Paul Rappeneau |
| 1991 | Europa Europe (Europa Europa)                 | Pháp/Đức/Ba Lan      | Agnieszka Holland   |
| 1992 | Indochine                                     | Pháp                 | Régis Wargnier      |
| 1993 | Farewell My Concubine (Ba wang bie ji)        | Trung quốc/Hồng Kông | Chen Kaige          |
| 1994 | Eat Drink Man Woman (Yin shi nan nu)          | Đài Loan             | Ang Lee             |
| 1995 | Shanghai Triad (Yao a yao yao dao waipo qiao) | Trung quốc/Pháp      | Zhang Yimou         |
| 1996 | Ridicule                                      | Pháp                 | Patrice Leconte     |
| 1997 | Shall We Dance? (Shall we dansu?)             | Nhật Bản             | Masayuki Suo        |
| 1998 | Central Station (Central do Brasil)           | Brasil               | Walter Salles       |
| 1999 | All About My Mother (Todo sobre mi madre)     | Tây Ban Nha          | Pedro Almodóvar     |

### Thập niên 2000
| Năm  | Phim                                                             | Nước        | Đạo diễn                    |
| ---- | ---------------------------------------------------------------- | ----------- | --------------------------- |
| 2000 | Crouching Tiger, Hidden Dragon (Wo hu cang long)                 | Đài Loan    | Ang Lee                     |
| 2001 | Love's a Bitch (Amores perros)                                   | México      | Alejandro González Iñárritu |
| 2002 | Talk to Her (Hable con ella)                                     | Tây Ban Nha | Pedro Almodóvar             |
| 2003 | Barbarian Invasions (Les invasions barbares)                     | Canada/Pháp | Denys Arcand                |
| 2004 | The Sea Inside (Mar adentro)                                     | Tây Ban Nha | Alejandro Amenábar          |
| 2005 | Paradise Now                                                     | Palestine   | Hany Abu-Assad              |
| 2006 | To Return (Volver)                                               | Tây Ban Nha | Pedro Almodóvar             |
| 2007 | The Diving Bell and the Butterfly (Le scaphandre et le papillon) | Pháp/Mỹ     | Julian Schnabel             |
| 2008 | Mongol                                                           | Kazakhstan  | Sergei Bodrov               |